# آران‌ال‌بی دانکن
آران‌ال‌بی دانکن (به انگلیسی: RNLB Duncan) یک کشتی است که طول آن ۳۶ فوت ۰ اینچ (۱۰٫۹۷ متر) می‌باشد. این کشتی در سال ۱۸۶۷ ساخته شد.